# Patris corde
Patris corde (en español, Corazón de padre) es una carta apostólica del papa Francisco, datada el 8 de diciembre de 2020, con ocasión del 150 aniversario de la declaración, por el papa Pío IX, de San José como Patrono de la Iglesia universal .

## Contenido
Patris corde: ita Ioseph amabat Iesum, qui in omnibus quattuor Evangeliis «filius Ioseph» vocatur.

Duo Evangelistae qui eius figuram illustraverunt, nempe Matthaeus et Lucas, narraverunt parum, satis tamen ut intellegeretur cuius generis esset hic pater atque missio ipsi a Providentia concredita.
Con corazón de padre: así José amó a Jesús, llamado en los cuatro Evangelios «el hijo de José»

Los dos evangelistas que evidenciaron su figura, Mateo y Lucas, refieren poco, pero lo suficiente para entender qué tipo de padre fuese y la misión que la Providencia le confió.
Inicio de la Carta apostólica

Continúa el papa la carta exponiendo en breves trazos la información que proporcionan los evangelios sobre la vida de José: un humilde carpintero, desposado con María, hombre justo y cumplidor de la voluntad de Dios, testigo del nacimiento de Jesús, y de su adoración por los pastores y los Magos; desempeñó el papel que le correspondía como padre legal de Jesús.
Destaca el papa que, después de María, ningún santo ocupa en el Magisterio pontificio tanto espacio como José: declarado por el beato Pío IX, Patrono de la Iglesia Universal; por Pío XII, Patrono de los trabajadores, y presentado por San Juan Pablo II, Custodio del Redentor. El pueblo fiel lo invoca como Patrono de la buena muerte. Por este motivo al papa Francisco en el 150 aniversario de su declaración como Patrono de la Iglesia, quiere compartir algunas reflexiones personales sobre él; un deseo que, según explica, ha crecido durante los meses de pandemia en la que se ha podido experimentar cómo

nuestras vidas están tejidas y sostenidas por personas comunes —corrientemente olvidadas— que no aparecen en portadas de diarios y de revistas, ni en las grandes pasarelas del último show pero, sin lugar a dudas, están escribiendo hoy los acontecimientos decisivos de nuestra historia: médicos, enfermeros y enfermeras, encargados de reponer los productos en los supermercados, limpiadoras, cuidadoras, transportistas, fuerzas de seguridad, voluntarios, sacerdotes, religiosas y tantos pero tantos otros que comprendieron que nadie se salva solo.
De la Meditación en tiempos de pandemia, del papa, 27.03.2020

Tras esta introducción el papa presenta la paternidad de san José bajo distintos enfoques, extrayendo en cada uno consecuencias para la vida del cristiano:
1. Padre amado. Por el papel que José desempeñó en la historia de la salvación siempre ha sido amado por el pueblo cristiano. El papa se refiere a algunas muestras de ese amor: su invocación todos los martes y especialmente en marzo, la devoción y confianza de Santa Teresa de Jesús en su intercesión, y la petición de ayuda mediante las palabras que recoge el génesis, Ite ad Ioseph,[9] cuando la gente pedía pan al faraón.
2. Padre de ternura. La ternura con que José atendía a Jesús, da ocasión al papa para referirse a la ternura con que Dios mira nuestras debilidades con su misericordia, especialmente en el sacramento de la Reconciliación. La carta señala que «José nos enseña que tener fe en Dios incluye creer que él puede actuar incluso a través de nuestros miedos, nuestras fragilidades, de nuestra debilidad».
3. Padre de la obediencia. José conoce a través de sucesivos sueños lo que Dios espera de él en cada momento, su respuesta es pronta y decidida, a pesar de las dificultades que puede suponer su obediencia; así, después, «en la vida oculta de Nazaret, bajo la guía de José, Jesús aprendió a hacer la voluntad del Padre». El papa Francisco recuerda, con palabras de Juan Pablo II, que José coopera en la plenitud de los tiempos en el gran misterio de la redención y es verdaderamente ministro de la salvación.[10]
4. Padre en la acogida. José acogió a María sin poner condiciones previas; acoge los sucesos, sin exigir explicaciones. «José deja de lado sus razonamientos para dar paso a lo que acontece y por más misterioso que le parezca, lo acoge, asume su responsabilidad y se reconcilia con su propia historia»: un ejemplo de realismo que no supone pasividad sino fortaleza.
5. Padre de la valentía creativa. La siguiente actitud de José que se comenta en la carta se relaciona con la anterior; la acogida de la propia historia. «Necesitamos añadir otra característica importante: la valentía creativa»; es a través de José, de su valentía creativa, como Dios actuó ante el crimen de Herodes; no necesita hacer un milagro, porque José «era el verdadero milagro con el que salvó al Niño y a su madre».
6. Padre trabajador. Desde la encíclica Rerum novarum de León XIII se ha destacado la relación con el trabajo que caracteriza a José de Nazaret; «De él, Jesús aprendió el valor, la dignidad y la alegría que significa comer el pan que es fruto del propio trabajo». Se resalta el trabajo como una virtud propia del plan de salvación de Dios, del cual se desprende la entrega y servicio a la sociedad, siendo el trabajo el sustento de cada día y José (siendo carpintero) un ejemplo claro de que el trabajo da dignidad.
7. Padre en la sombra. El papa toma ocasión de La sombra del padre,[11] el libro de Jan Dobraczynski, en el que se novela la vida de San José, que se presenta como la sombra del Padre celestial en la tierra, cuidando a Jesús, desde su nacimiento. San José se presenta como modelo de toda paternidad, una tarea que incumbe a todos pues, «todas las veces que alguien asume la responsabilidad de la vida de otro, en cierto sentido ejerce la paternidad» y «la felicidad de José no está en la lógica del auto-sacrificio, sino en el don de sí mismo. Nunca se percibe en este hombre la frustración sino la confianza. Su silencio persistente no contempla quejas, sino gestos concretos de confianza».

Tras esas consideraciones Francisco hace notar que

El objetivo de esta carta apostólica es que crezca el amor a este gran santo, para ser impulsados a implorar su intercesión e imitar sus virtudes, como también su resolución.
En efecto, la misión específica de los santos no es solo la de conceder milagros y gracias, sino la de interceder por nosotros ante Dios, como hicieron Abrahán y Moisés, como hace Jesús, «único mediador» (1 Tm 2,5), que es nuestro «abogado» ante Dios Padre (1 Jn 2,1), «ya que vive eternamente para interceder por nosotros» (Hb 7,25; cf. Rm 8,34).

El papa concluye la carta apostólica proponiendo la siguiente oración.
Salve, custodio del Redentor

y esposo de la Virgen María.

A ti Dios confió a su Hijo,

en ti María depositó su confianza,

contigo Cristo se forjó como hombre.

Oh, bienaventurado José,

muéstrate padre también a nosotros

y guíanos en el camino de la vida.

Concédenos gracia, misericordia y valentía,

y defiéndenos de todo mal. Amén.

## Año de San José
La publicación de la carta apostólica viene acompañada de un decreto con el que se concede el don de indulgencias especiales del Año de San José, convocado por el papa con motivo del 150 aniversario de la declaración de san José como patrono de la Iglesia universal.